# Teofilakt (Łopatinski)
Teofilakt, nazwisko świeckie Łopatinski (ur. w latach 70. XVII w., zm. 24 kwietnia?/5 maja 1741) – biskup Rosyjskiego Kościoła Prawosławnego.

## Życiorys
Pochodził z Wołynia, z rodziny szlacheckiej. Edukację teologiczną uzyskał w Akademii Mohylańskiej oraz za granicą. Po uzyskaniu dyplomu końcowego został zatrudniony w Akademii Mohylańskiej, w tym samym czasie złożył wieczyste śluby mnisze. W 1704 przeszedł do pracy dydaktycznej w Moskiewskiej Akademii Duchownej, gdzie był wychowawcą i prefektem (1704–1706), wykładowcą teologii i rektorem (1706), jak również przełożonym monasteru Przemienienia Pańskiego przy Akademii. Był człowiekiem gruntownie wykształconym, doskonale znającym literaturę grecką, szanowanym w kręgach uczonych. Wykształcony w Kijowie w duchu teologii scholastycznej, wprowadzał nauczanie w podobnym duchu także na Akademię Moskiewską, sprzeciwiał się metodom nauczania propagowanym przez Teofana Prokopowicza inspirowanych teologią protestancką. Konserwatyzm Teofilakta i jego niechęć do uprawiania teologii w duchu propagowanym przez Teofana doprowadziły do wybuchu konfliktu między obydwoma duchownymi, który nasilał się z czasem. Gdy Synod rozważał kandydaturę Teofana Prokopowicza do przyjęcia chirotonii biskupiej, Teofilakt (Łopatinski) razem z Gedeonem (Wiszniewskim) oskarżyli go o herezję na podstawie wyrwanych z kontekstu fragmentów jego tekstów. Zarzut ten został ostatecznie uznany za bezpodstawny.
Od stycznia 1722 był radcą Świątobliwego Synodu Rządzącego, zaś od marca tego samego roku także przełożonym Monasteru Czudowskiego, z godnością archimandryty. 24 lutego 1723 przyjął chirotonię na biskupa twerskiego i kaszyńskiego. Po dwóch latach otrzymał godność arcybiskupią. 25 czerwca 1725 otrzymał nominację do objęcia katedry pskowskiej, jednak na osobistą prośbę carycy Rosji zrezygnował z jej przyjęcia i pozostał w Twerze. Pełnił obowiązki drugiego wiceprzewodniczącego Synodu.
W 1735 Teofilakt (Łopatinski) został pozbawiony wszystkich godności w Synodzie i uwięziony początkowo w monasterze Cyryla Biełozierskiego, w Twerze, a następnie w twierdzy Pietropawłowskiej. Inspiratorem tego był wpływowy już w tym okresie Teofan Prokopowicz, który w ten sposób mścił się za wcześniejsze oskarżenia pod swoim adresem, jak również dążył do usunięcia z hierarchii cerkiewnej swoich ideowych przeciwników. Teofilakt (Łopatinski) został pozbawiony wszystkich godności kościelnych, wykluczony ze stanu mniszego i poddany torturom. Wskutek ciężkiego uwięzienia dotknął go paraliż.
Po śmierci carycy Anny Iwanowny został zwolniony z więzienia na mocy amnestii. Otrzymał ponownie tytuł arcybiskupa i wszystkie oznaki tejże godności. Rok później, w 1741, zmarł.